# كورونل
كورونل (Coronel) مدينة وبلدية تشيلية، تقع في محافظة كونثبثيون في إقليم بيو بيو الثامن. يقطنها 95.527 ساكن.

## أعلام
- أرتورو توريس
- باسكوال دي غريغوريو
- كارلوس غونزاليس روميرو
- خوسيه بينيتو إراولا ريوس
- فيليبي فريتز